# Tatsuya Nakatani
Tatsuya Nakatani (jap. 中谷 達也, Nakatani Tatsuya; * 20. Januar 1970 in der Präfektur Osaka) ist ein japanischer Jazz- und Improvisationsmusiker (Perkussion).

## Leben und Wirken
Tatsuya Nakatani arbeitete ab Ende der 1990er-Jahre in den Vereinigten Staaten in Ensembles von Curt Newton, Dan DeChellis, Greg Kelly und Michael Bullock, mit denen erste Aufnahmen entstanden. In den 2000er-Jahren spielte er in Assif Tsahars New York Underground Orchestra, mit Billy Bang, Mary Halvorson, Nate Wooleys Blue Collar und als Gastmusiker mit dem Glasgow Improvisers Orchestra. Er arbeitete außerdem in verschiedenen Duoformationen, u. a. mit Peter Kowald (13 Definitions of Truth), Kaoru Watanabe, Eugene Chadbourne und mit Michel Doneda (White Stone Black Lamp). Daneben veröffentlichte er mehrere Alben, u. a. mit dem Trio Yukijurushi und arbeitet mit dem Nakatani Gong Orchestra. Im Bereich des Jazz war er zwischen 1998 und 2018 an 34 Aufnahmesessions beteiligt. 2008 trat er mit Frank Gratkowski und Sebastian Gramss im Kölner Loft auf (Oirtrio), wo er mit diesem Trio während Europatourneen auch in den beiden Folgejahren konzertierte. Nakatani lebt im Raum Philadelphia.

## Diskographische Hinweise
- Solo Percussion Green Report (H&H Production, 2004)
- Primal Communication (H&H, 2007)
- Yukijurushi: Mott Haven (H&H, 2004), Eiji Obata, Todd Nicholson
- Limn (H&H, 2005), mit Audrey Chen, Susan Alcorn
- Tatsuya Nakatani / Forbes Graham: Essences (Blaq Lghtn, 2010)
- OirTrio Kanata (Not Two Records, 2010)
- Confirmation (Taiga, 2015)
- Adam Rudolph / Dave Liebman / Tatsuya Nakatani: The Unknowable (2018)
- Interactivity (Cuneiform, 2020), mit Shane Parish
- Tatsuya Nakatani / Donald Miller / Rob Cambre / Emmalee Sutton: Moisant Stock Yards (Nakatani-Kobo, 2022)
- Tatsuya Nakatani / Shawn Hansan / Michael Stover / Jeff Harshbarger:

Kansas City Ship (Nakatani-Kobo, 2022)
- Rent Romus, Tatsuya Nakatani: Uplift (2025)